# Грузия на зимних Олимпийских играх 2010
Грузия на зимних Олимпийских играх 2010 была представлена 7 спортсменами в трёх видах спорта.
21-летний саночник Нодар Кумариташвили разбился во время тренировочного заезда 12 февраля и позднее скончался в госпитале Уистлера. Несмотря на это, спортсмены Грузии выступили на Играх, появившись на открытии с траурными повязками и с траурной лентой на государственном флаге.

## Результаты соревнований

### Горнолыжный спорт
Мужчины
| Соревнование      | Спортсмены       | 1 спуск | 2 спуск | Всего   | Место |
| ----------------- | ---------------- | ------- | ------- | ------- | ----- |
| Гигантский слалом | Ясон Абрамашвили | 1:21,85 | 1:25,38 | 2:47,23 | 46    |
| Гигантский слалом | Джаба Гелашвили  | 1:23,61 | 1:26,71 | 2:50,32 | 50    |
| Слалом            | Ясон Абрамашвили | 51,89   | DSQ     | —       | —     |
| Слалом            | Джаба Гелашвили  | DNF     | —       | —       | —     |

Женщины
| Соревнование      | Спортсмены    | 1 спуск | 2 спуск | Всего   | Место |
| ----------------- | ------------- | ------- | ------- | ------- | ----- |
| Гигантский слалом | Нино Циклаури | DNF     | —       | —       | —     |
| Слалом            | Нино Циклаури | 59,77   | 1:02,55 | 2:02,32 | 50    |

### Санный спорт
Мужчины
| Соревнование | Спортсмены      | 1 заезд   | 1 заезд | 2 заезд   | 2 заезд | 3 заезд   | 3 заезд | 4 заезд   | 4 заезд | Итоговый результат | Итоговое место |
| Соревнование | Спортсмены      | Результат | Место   | Результат | Место   | Результат | Место   | Результат | Место   | Итоговый результат | Итоговое место |
| ------------ | --------------- | --------- | ------- | --------- | ------- | --------- | ------- | --------- | ------- | ------------------ | -------------- |
| Одиночки     | Леван Гурешидзе | DNS       | —       | —         | —       | —         | —       | —         | —       | DNS                | —              |

### Фигурное катание
В женском одиночном катании Грузия имела право выставить двух участниц, но от одного из мест отказалась.
| Соревнование              | Спортсмены                         | Обязательный танец | Обязательный танец | Короткая программа/ оригинальный танец | Короткая программа/ оригинальный танец | Произвольная программа/ произвольный танец | Произвольная программа/ произвольный танец | Всего     | Всего |
| Соревнование              | Спортсмены                         | Результат          | Место              | Результат                              | Место                                  | Результат                                  | Место                                      | Результат | Место |
| ------------------------- | ---------------------------------- | ------------------ | ------------------ | -------------------------------------- | -------------------------------------- | ------------------------------------------ | ------------------------------------------ | --------- | ----- |
| Женское одиночное катание | Элене Гедеванишвили                |                    |                    | 61,92                                  | 9                                      | 93,32                                      | 17                                         | 155,24    | 14    |
| Танцы на льду             | Эллисон Линн Рид / Отар Джапаридзе | 26,65              | 20                 | 42,22                                  | 21                                     | 63,45                                      | 22                                         | 132,32    | 22    |